# William Henry Brewer

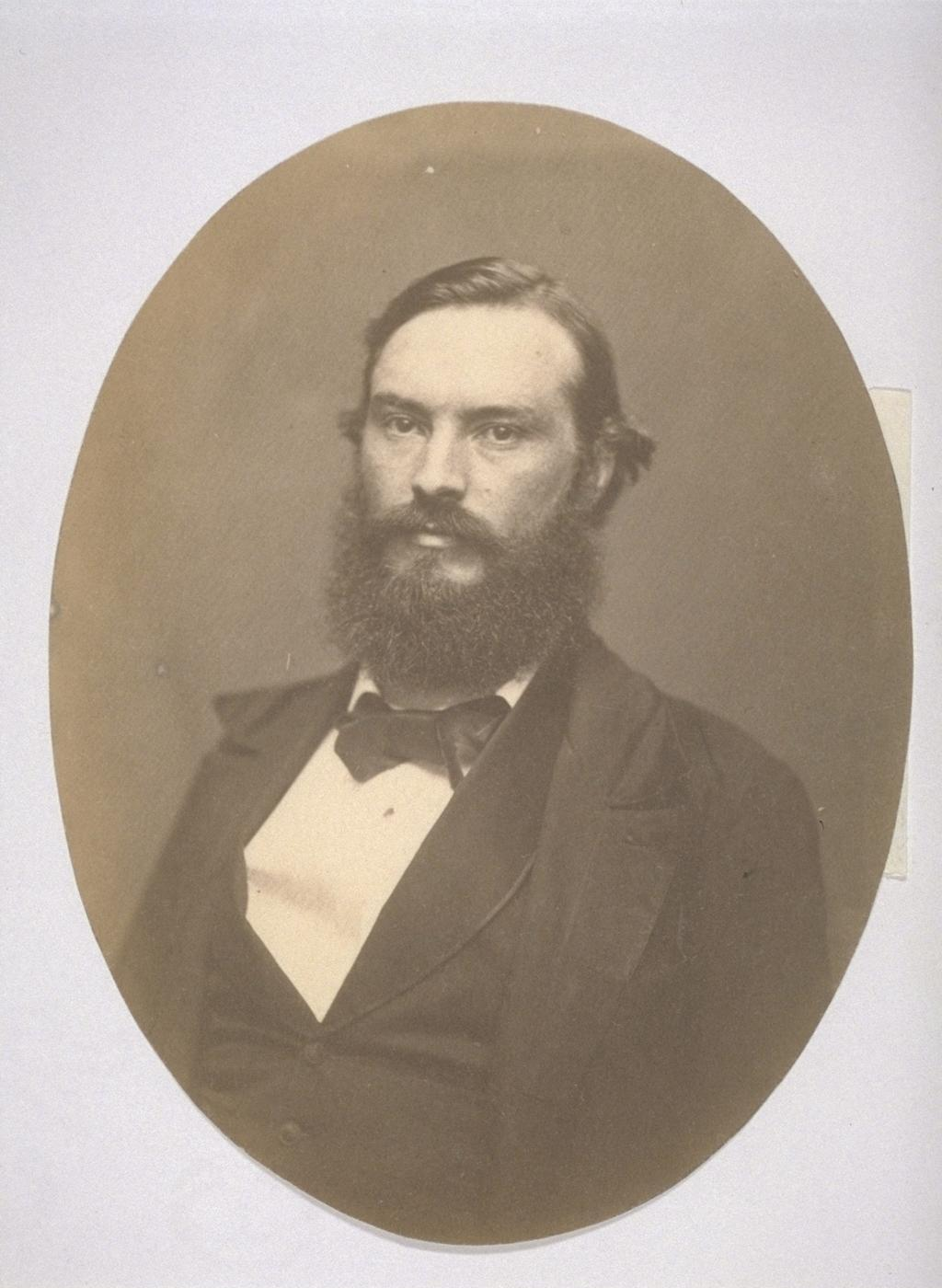
William Henry Brewer

William Henry Brewer (Poughkeepsie, 14 september 1828 - New Haven, 2 november 1910) was een Amerikaans plantkundige. Hij was de eerste directeur van het landbouwonderzoeksinstituut aan Yale University.

## Leven en werk
William H. Brewer werd geboren in Poughkeepsie (New York) en groeide op op een boerderij. In 1848 startte hij een studie milieuchemie. In
1855 reisde hij naar Europa waar hij onder meer organische chemie studeerde aan de universiteiten van Heidelberg en Munchen, bij onder anderen
Justus von Liebig. In 1857 vervolgde hij zijn studie in Parijs om in 1858 naar de VS terug te keren. Hij werd hoogleraar chemie in Washington (Pennsylvania).
In 1860, kort na de dood van zijn vrouw en zoon werd hij hoofd botanie van de California Division of Mines and Geology. Brewer leidde het grote onderzoek naar de geologie van Californië tot 1864, toen hij hoofd landbouw werd van de Sheffield Scientific School. Brewer schreef tijdens zijn onderzoek talloze brieven, waarvan een deel uiteindelijk gepubliceerd is bij Yale University Press in 1930 als Up and Down California in 1860-1864. Het geldt als een belangrijke bijdrage aan de geschiedenis van Californië.
Gedurende zijn aanstelling bij Yale, nam Brewer deel aan een onderzoek in Groenland (in 1869) en in 1899 aan onderzoek in Alaska. In 1903 ging Brewer met pensioen en hij overleed thuis in New Haven (Connecticut) in 1910.
Mount Brewer, in de Sierra Nevada is naar hem genoemd, net als de zeer zeldzame Brewers treurspar Picea breweriana endemisch in de Klamath Mountains van Zuidwest-Oregon en Noordwest-Californië.